# 于起峰
于起峰（1958年4月—），中国实验力学、光测图像技术专家。国防科技大学教授。

## 生平
生于广东丰顺，原籍山东威海。1981年毕业于西北工业大学飞机系，1984年获国防科学技术大学硕士学位，1995年获德国不来梅大学应用光学研究所（BIAS）博士学位。2009年当选中国科学院院士。